# Cornelius (Oregon)
Cornelius est une ville du comté de Washington situé dans l'État de l'Oregon aux États-Unis.

## Histoire
La ville est devenue une municipalité en 1857.

### Géographie

Situation de la ville de Cornelius sur une carte : à droite, situation du comté de comté de Washington sur une carte de l'Oregon et à gauche, situation de la ville de Cornelius sur une carte du comté de Washington

## Gouvernement
Le gouvernement est à gérance municipale.

## Source
- (en) Cet article est partiellement ou en totalité issu de l’article de Wikipédia en anglais intitulé « Cornelius, Oregon » (voir la liste des auteurs).